# Terra Nivium
Terra Nivium (tiếng Latinh, nghĩa là "Đất Tuyết") là một vùng cao nguyên gần giống hình tam giác trên Mặt Trăng. Trong bách khoa thư Almagestum novum (Almagest mới, Tân Thiên văn đại thành) xuất bản năm 1651, nhà nghiên cứu mặt trăng nổi tiếng là Giovanni Battista Riccioli (1598-1671) đã đặt tên Latinh cho các vùng cao nguyên khác nhau là terra ABC. Tuy nhiên, không giống như sơ đồ đặt tên của ông cho các miệng hố va chạm và biển mặt trăng, danh pháp của ông cho các khu vực lục địa của Mặt Trăng chưa bao giờ được sử dụng phổ biến.
Nó nằm ở phía bắc Mare Vaporum (Biển Hơi) và phía nam Mare Serenitatis (Biển Thanh Bình), dọc theo phía tây bắc là Montes Apenninus (Dãy núi Appennini) gồ ghề và về phía đông bắc là Montes Haemus (Dãy núi Haemus – tên gọi cổ trong tiếng Thracia chỉ dãy núi Balkan) kém ấn tượng hơn che chắn. Các bộ phận của khu vực này đã bị dòng magma kết nối với Mare Vaporum xâm nhập.
Khu vực không đều này chứa một số vùng trũng nhỏ hơn được bao phủ trong dòng chảy dung nham bazan. Những cấu trúc này về cơ bản tạo thành các biển mặt trăng nhỏ. Chúng tụm lại gần ranh giới phía nam của khu vực này, và lấp đầy phần lớn địa hình giữa Mare Vaporum và Montes Haemus. Các đặc trưng địa hình giống như biển này thường có hình dạng không đều, và nhiều đặc trưng được nối với nhau thông qua các khoảng trống giữa các hòn đảo gồ ghề hơn của địa hình lục địa.
Các khu vực này được liệt kê trong bảng dưới đây, được sắp xếp từ tây sang đông. Đường kính được liệt kê tương ứng với vòng tròn nhỏ nhất bao chứa toàn bộ đặc trưng địa hình đó. 

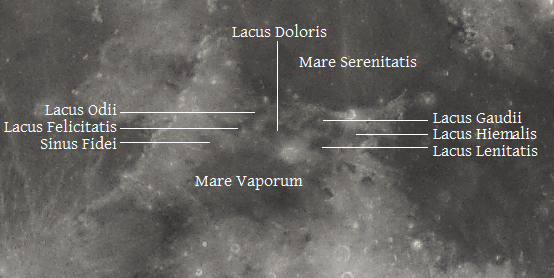
Các đặc trưng địa hình của Terra Nivium. Miệng hố va chạm gần trung tâm của hình là Manilius.

| Tên Latinh        | Tên phiên dịch   | Vĩ độ   | Kinh độ | Đường kính |
| ----------------- | ---------------- | ------- | ------- | ---------- |
| Sin Fidei         | Vịnh Trung Thành | 18,0° B | 2,0° Đ  | 70 km      |
| Lacus Felicitatis | Hồ Hạnh Phúc     | 19,0° B | 5,0° Đ  | 90 km      |
| Lacus Odii        | Hồ Oán Hận       | 19,0° B | 7,0° Đ  | 70 km      |
| Lacus Doloris     | Hồ Bi Thương     | 17,1° B | 9,0° Đ  | 110 km     |
| Lacus Lenitatis   | Hồ Mong Manh     | 14,0° B | 12,0° Đ | 80 km      |
| Lacus Gaudii      | Hồ Hoan Lạc      | 16,2° B | 12,6° Đ | 113 km     |
| Lacus Hiemalis    | Hồ Mùa Đông      | 15,0° B | 14,0° Đ | 50 km      |